# Moechotypa uniformis
Moechotypa uniformis är en skalbaggsart som först beskrevs av Maurice Pic 1922.  Moechotypa uniformis ingår i släktet Moechotypa och familjen långhorningar. Inga underarter finns listade i Catalogue of Life.